# 695醫院
695醫院是一間位於朝鮮民主主義人民共和國平壤市的醫院。

## 歷史
其為朝鮮培養間諜的金正日政治軍事大學（又稱「人民軍695部隊」）所屬醫院，其在大學校地的北端，緊鄰學生餐廳。
日本首相小泉純一郎在2002年9月17日訪問朝鮮時，朝鮮政府發出有關被綁日本人「5人生存、8人死亡」的聲明，此時的朝鮮領導人金正日就此事件表示是「特殊機構的一部分妄動主義、英雄主義者所爲」，並以「爲了祖國統一事業，需要一名日語教師」為由向小泉純一郎致歉，並表示其相關家屬皆已返鄉，問題已經獲得解決。但關於這件事情，有人表示看見死者之一的横田惠美在其被宣告死亡的當天，現身於救出被北朝鮮綁架日本人全國協議會，而後在9月20日發表了「8人死亡」是虛假訊息的緊急聲明。
朝鮮政府在同年10月2日就被綁日本人的受害者的現況與進行說明，除了横田惠美的宣告死亡時間、地點及權責機關與其餘7名的受害者不同外，7名的受害者的死亡宣告係由此醫院所發出，死亡宣告亦有被篡改與僞造的痕跡，因此日本政府基於此不正常的跡象認為相關受害者的死亡情報是虛假的。

### 引用資料
1. 1 2  『横田めぐみは生きている』（2003）pp.2-9
2. ↑  荒木（2005）pp.3-5
3. ↑  西岡・趙（2009）pp.76-79
4. ↑  西岡・趙（2009）pp.11-14
5. ↑  西岡（2002）pp.110-114
6. 1 2  西岡・趙（2009）pp.9-11
7. ↑  西岡（2002）巻末資料pp.11-12
8. ↑  『横田めぐみは生きている』（2003）pp.34-36